# John Hodgkinson (cầu thủ bóng đá, sinh năm 1883)
John Chapman Hodgkinson (1883 – 5 tháng 6 năm 1915) là một cầu thủ bóng đá người Anh thi đấu ở vị trí tiền đạo tại Football League cho Stockport County và Grimsby Town.

## Đời sống cá nhân
Hodgkinson phục vụ trong Lục quân Anh trong lực lượng Territorial Force. Ông được tuyển lại vào vị trí binh nhì ở Trung đoàn East Lancashire trong Thế chiến thứ nhất và hy sinh tại Gallipoli vào ngày 5 tháng 6 năm 1915. Ông được tưởng niệm ở Khu tưởng niệm Helles.

## Thống kê sự nghiệp
| Câu lạc bộ          | Mùa giải            | Giải vô địch                          | Giải vô địch | Giải vô địch | Cúp FA | Cúp FA | Tổng | Tổng |
| Câu lạc bộ          | Mùa giải            | Hạng đấu                              | Trận         | Bàn          | Trận   | Bàn    | Trận | Bàn  |
| ------------------- | ------------------- | ------------------------------------- | ------------ | ------------ | ------ | ------ | ---- | ---- |
| Stockport County    | 1904–05             | Lancashire Combination First Division | 26           | 6            | 4      | 0      | 30   | 6    |
| Stockport County    | 1905–06             | Second Division                       | 2            | 0            | 0      | 0      | 2    | 0    |
| Stockport County    | Tổng                | Tổng                                  | 28           | 6            | 4      | 0      | 32   | 6    |
| Stockport County    | 1907–08             | Second Division                       | 7            | 2            | 0      | 0      | 7    | 2    |
| Stockport County    | 1908–09             | Second Division                       | 10           | 1            | 0      | 0      | 10   | 1    |
| Stockport County    | Stockport County    | Stockport County                      | 45           | 9            | 4      | 0      | 49   | 9    |
| Tổng cộng sự nghiệp | Tổng cộng sự nghiệp | Tổng cộng sự nghiệp                   | 45           | 9            | 4      | 0      | 49   | 9    |